# Парамимија
Парамимија је неодговарајући однос између мимичког израза и расположења. Најчешће се јавља код различитих душевних сметњи, али и код особа које неуспешно покушавају да сакрију своје право расположење неадекватном мимиком.